# (13607) Vicars
(13607) Vicars (1994 SH11) – planetoida z pasa głównego asteroid okrążająca Słońce w ciągu 3,56 lat w średniej odległości 2,33 j.a. Odkryta 29 września 1994 roku.